# Woman to Woman (album)
Pour les articles homonymes, voir Woman to Woman.
 (novembre 2012).
Si vous disposez d'ouvrages ou d'articles de référence ou si vous connaissez des sites web de qualité traitant du thème abordé ici, merci de compléter l'article en donnant les références utiles à sa vérifiabilité et en les liant à la section « Notes et références ».
Woman to Woman est le 8e album studio de la chanteuse R&B Keyshia Cole. Il est sorti le 19 novembre 2012 chez Geffen Records.
Pour ce nouvel opus, la chanteuse a travaillé avec des producteurs tel que Rodney Jerkins, T-Minus, Jerry Wonda, The-Dream, Jack Splash, Eric Hudson, DJ Camper, Mel & Mus, Harmony Samuels, Los da Mystro, Arden « Altino » Keys et des collaborations avec Robin Thicke, Ashanti, Meek Mill, Elijah Blake. Le premier single de cet album s'appelle Enough of No Love en featuring avec Lil Wayne et le deuxième single s'appelle Trust and Believe.